# Havelock (Nouvelle-Zélande)
Havelock est un village côtier de la région de Marlborough, située dans l’Île du Sud de la Nouvelle-Zélande.

## Situation

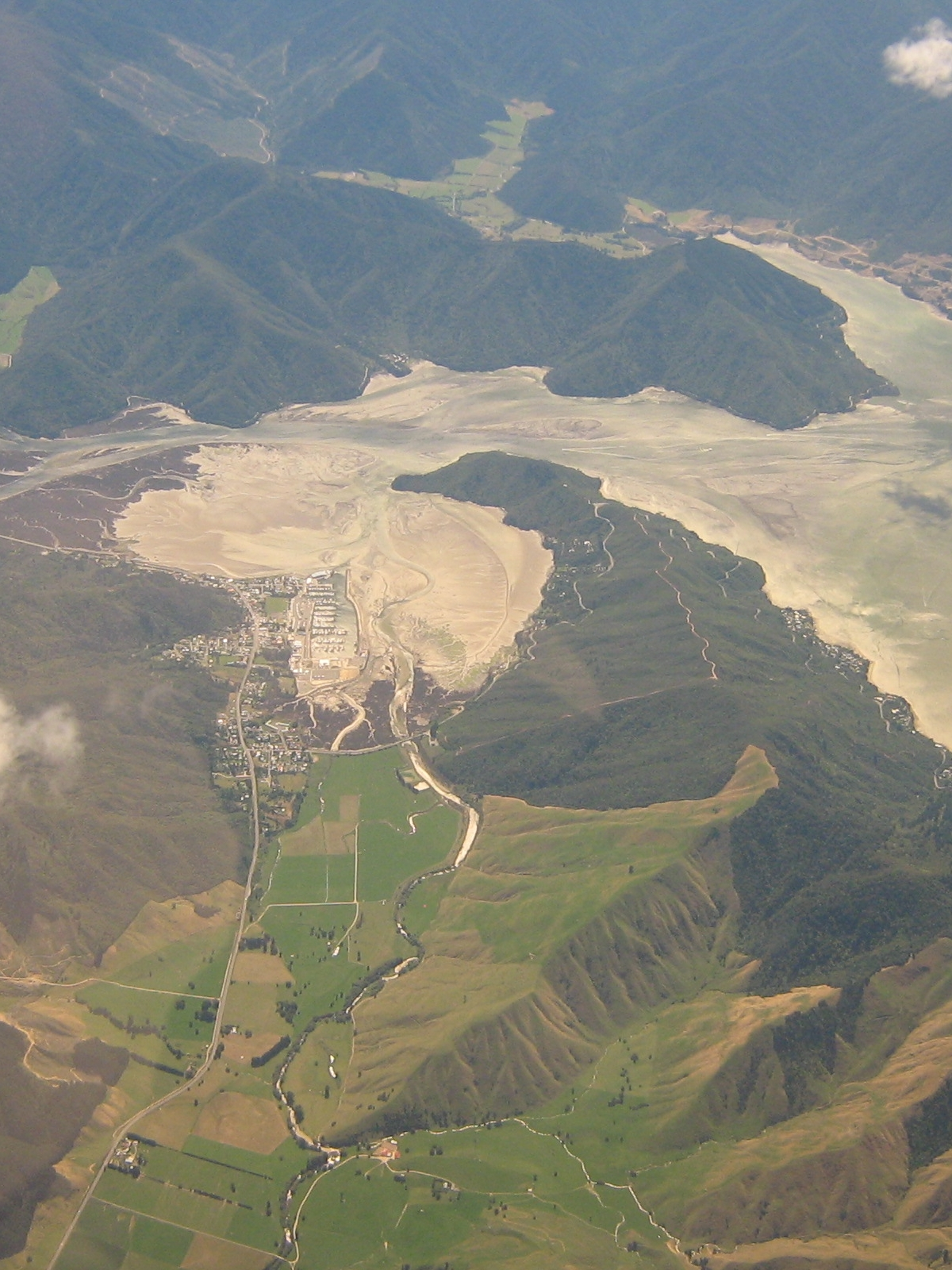
la ville de Havelock vue des airs, en regardant vers le nord, à marée basse

Le village est situé au fond de la baie de Pelorus, la principale ria des Marlborough Sounds, et à l’embouchure des fleuves Pelorus et Kaituna.

## Population
Sa population était de 486 habitants lors du recensement de 2006, en augmentation de 12 résidents par rapport à celui de 2001.

## Accès
La route State Highway 6/S H 6 allant de la ville de Nelson à celle de Blenheim passe à travers le village d’Havelock.
La Queen Charlotte Drive, qui fournit un chemin plus court mais très exposé aux vents, part de la ville de Picton et passe par l’est, le long du bord de la « Sound ».
La ville de Canvastown située est à 10 km à l’ouest ; la ville de Renwick est à 31 km au sud ; la ville de Picton est à 35 km à l’est  , .

## Activité économique
Havelock est le centre essentiel de la production des  moule verte  et est dénommée la capitale mondiale de la moule verte.
C’est aussi le point de départ d’un service de bateau postal, qui dessert les communautés dispersées dans les Marlborough Sounds, ainsi qu’une base pour de nombreux bateaux de pêche et de loisirs.

## Toponymie
La ville d'Havelock fut dénommée en l’honneur de sir Henry Havelock, connu pour sa participation au siège de Lucknow (en) durant la Révolte des cipayes, rébellion indienne de 1857.
Les rues furent tirées en 1858, avec une rue principale dénommée Lucknow Street.
La ruée vers l’or de la vallée de la rivière Wakamarina en 1864 entraîna une croissance rapide du centre-ville avec l’installation d’une scierie, qui devint la principale activité jusqu’en1910, plus tard rejointe par l’exploitation du lait.
Les vallées autour d’Havelock contiennent de nombreuses plantations de pins (pinus radiata).

## Loisirs
À travers l’estuaire du fleuve Kaituna, près de 'Cullen Point' et de la réserve touristique de Mahakipawa, on trouve un chemin de randonnées offrant un point de vue sur la pointe de Cullen Point.

## Personnalités notables
- William Pickering, scientifique spatial et ancien directeur du Jet Propulsion Laboratory de la NASA [6].
- Ernest Rutherford, physicien et Prix Nobel [6]

## Éducation
L'école d'Havelock School est une école primaire mixte (allant de l'année 1 à 8), avec un taux de décile de 7 et un effectif de 86 élèves .
L'école fut fondée en 1861.